# Heinrich Gottlieb von Kannewurf
Heinrich Gottlieb von Kannewurf (* 10. September 1726 in Kleinneuhausen; † 25. Januar 1799 in Berlin) war ein preußischer Generalleutnant und Kriegsminister.

## Leben

### Herkunft
Er stammt aus Thüringen und war der Sohn von Hans Rudolf von Kannewurf (1687–1740) und dessen Ehefrau Sophie Auguste Katharina, geborene von Wurmb.

### Militärkarriere
Kannewurf kam 1743 als Offizier in das Infanterieregiment „von Jeetze“. Er kämpfte im Siebenjährigen Krieg bei Lobositz und Prag, wo er auch verwundet wurde. 1769 wurde er Premierleutnant und kämpfte bei Schweidnitz, Liegnitz und Torgau. Im Jahr 1762 wurde er Kapitän, 1769 Major, und am 1. Februar 1777 Oberstleutnant sowie Regimentskommandeur. Während des Bayerischen Erbfolgekrieges stand er im Korps des Prinzen Heinrich in Sachsen. Am 20. September 1780 wurde er dort Oberst und im Juni 1783 während der Revue in Pommern, erhielt er von König Friedrich II. den Orden Pour le Mérite.
Im Juni 1787 ernannt ihn Friedrich Wilhelm II. zum Generalmajor der Infanterie und Vizepräsident des neuerrichteten Oberkriegskollegs. Im Jahr 1793 wurde Kannewurf zum Generalleutnant befördert und zum Ritter des Roten Adlerordens ernannt. 1796 wird er zum Direktor des 5. Departements des Oberkriegskollegs sowie zum Chef des Militärdepartements des Generalkollegs. Am 2. Februar 1796 wurde er noch zum wirklichen Geheimen Staats- und Justizminister ernannt. Es kam noch zu einer Verwaltungsreform, in der das erste, zweite dritten und fünften Departement des Oberkriegskollegs zum ersten Departement zusammengefasst wurden. Kannewurff wurde als Staats- und Kriegsminister Direktor dieses ersten Departements, in dem nun alle militärischen Angelegenheiten zusammengefasst waren. Im gleichen Jahr erhält er zudem den Großen Roten Adlerordens.
Nach seinem Tod 1799 übernahm Karl Franz von der Goltz das Amt.

### Familie
Er heiratete am 14. Juli 1769 Magdalene Sophie von Parsenow (1747–1822), eine Tochter des Landrates August von Parsenow aus Pommern. Das Paar hatte zwei Söhne und vier Töchter, darunter:
- Karl Peter Heinrich von Kannewurff (1770–1792), Sekondeleutnant
- (Ernst) Friedrich Philipp von Kannewurff (1773–1836), Landrat[1] Kreis Lyck ⚭ Charlotte Henriette von Pfuhl, Tochter des Franz Wilhelm von Pfuel
- Sophie Charlotte Karoline Dorothea (* 3. März 1775; † 3. Februar 1855) ⚭ Oberst Friedrich von Caprivi (* 10. September 1743; † 25. August 1821) (Eltern des Leopold von Caprivi)
- Barbara Henriette Luise von Kannewurff (* 1777; † 1800) ⚭ Karl von Rhediger (Rehdiger) (1765–1826), preußischer Geheimer Staatsrat
- Philippine Sophie Friederike von Kannewurff[2] (* 1780) ⚭ 1809 Karl von Rhediger (Rehdiger) (1765–1826)